# Джонсон, Ричард (футболист)
Ричард Марк Джонсон (англ. Richard Mark Johnson; род. 27 апреля 1974, Курри-Курри, Новый Южный Уэльс, Австралия) — австралийский футболист.
Джонсон выступал за английский клуб «Уотфорд» в течение 12 лет, проведя 278 матчей и прошел путь с клубом из второго дивизиона до выхода в 1999 году в премьер-лигу. После ухода из «Уотфорд» в «Нортгемптон Таун» на правах аренды, он также выступал в Англии за «Колчестер Юнайтед», «Сток Сити», «Куинз Парк Рейнджерс», «Милтон-Кинс Донс», а затем в А-Лиге в «Ньюкасл Джетс», «Нью Зиланд Найтс» и «Веллингтон Феникс».
После завершения карьеры работает на различных должностях в английских клубах.

## Биография

### Клубная карьера
Джонсон родился в Курри-Курри, Новый Южный Уэльс, и играл за «Уэстон Уоркерс Беарз», прежде чем переехать в Англию и стать профессионалом. Он присоединился к молодежной команде «Уотфорд» и дебютировал в лиге в заключительной стадии сезона 1991/92. Способность Джонсона точно и мощно бить с дальней дистанции принесла ему награду «Гол сезона» в сезоне 1994/95 за дальний удар в матче против «Вулверхэмптон Уондерерс». На протяжении большей части своей ранней карьеры в «Уотфорде» Джонсон был игроком замены, но с сезона 1997/98 стал неотъемлемой частью обновленного «Уотфорда» Грэма Тейлора. В центре полузащиты хорошо сыгрался в паре с Микой Хайдом, это партнерство помогло «Уотфорду» выиграть второй дивизион в сезоне 1997/98. Джонсон также продемонстрировал свои навыки дальних ударов в победном матче со счетом 4:0 над принципиальными соперниками из «Лутон Тауна» на стадионе Кенилуэрт Роуд, забив первый гол в матче. Связка Хайд—Джонсон продолжалась и в сезоне 1998/99, тогда «Уотфорд» достиг стадии плей-офф и финальном матче помог одолеть «Болтон Уондерерс» со счетом 2:0. Джонсон не смог сыграть значительной роли в первом сезоне «Уотфорда» в премьер-лиге из-за травм, полученных в августе и январе, каждый раз выводили его из строя на два месяца.
29 апреля 2000 года в матче против «Манчестер Юнайтед» Джонсон порвал связки колена. Он вернулся в строй только 28 апреля 2001 года, приняв участие в трех последних матчах сезона 2000/01. Однако у Джонсона случился рецидив, и он пропустил весь сезон 2001/02. Осенью 2002 года он периодически возвращался в строй, но после очередной травмы в феврале 2003 года был отправлен в аренду в «Нортгемптон Таун» на три месяца, чтобы набрать физическую форму. В 6 матчах за «Сапожников» он забил один гол в ворота соперников «Лутон Тауна».
Вернувшись в «Уотфорд», Джонсон принял участие в нескольких последних матчах сезона, но по-прежнему боролся за место в основном составе, и в октябре 2003 года был отпущен из клуба. За 12 лет в клубе он сыграл 278 матчей за «Хорнетс», забив 22 гола. Впоследствии он перешел в «Колчестер Юнайтед», сыграв единственную игру в розыгрыше Кубка Футбольной лиги. В Эссексе он провел всего месяц и перешел в «Сток Сити», за который сыграл девять раз. В феврале 2004 года присоединился к «Куинз Парк Рейнджерс», которые стремились перейти во второй дивизион. Джонсон сыграл 11 матчей за «Рейнджерс», что помогло им занять второе место и автоматически получить повышение.
Сезон 2004/05 Джонсон начал в основном составе, но счел подготовку к чемпионству слишком сложной и в конце августа покинул команду. В октябре 2004 года он был отдан в аренду в «Милтон-Кинс Донс», за который сыграл три матча. Вернувшись в «КПР», он не смог вернуть себе место в составе и был уволен в конце сезона, так и не сыграв больше ни одного матча за лондонский клуб.
Джонсон вернулся в Австралию, присоединившись к клубу «Ньюкасл Джетс» из своего родного города, выступавшему в недавно созданной А-лиге. Джонсон сыграл ключевую роль в первом сезоне за «Джетс», когда команда под руководством Ричарда Мани заняла достойное 4-е место, Джонсон выходил на поле в 18 из 23 игр. Однако в межсезонье 2006 года он перешел в другой клуб А-лиги «Нью Зиланд Найтс» и отыграл последний сезон существования клуба.
В мае 2007 года Джонсон подписал контракт с недавно созданной командой А-лиги «Веллингтон Феникс». В марте 2007 года Джонсон был арестован за вождение в нетрезвом виде в Ньюкасле и впоследствии приговорен к восьми месяцам тюремного заключения. Он обжаловал этот вердикт, и приговор был заменен на условный срок и штраф, что позволило ему продлить контракт с «Веллингтоном».
11 февраля 2009 года Джонсон объявил, что завершит карьеру в профессиональном футболе по окончании сезона 2008/09.

### Международная карьера
29 марта 2000 года Джонсон провел свой первый и единственный полный матч за сборную Австралии в матче против сборной Чехии. Он также дважды сыграл за сборную Австралии против второй сборной Бразилии.

### Постигровая карьера
В январе 2019 года Джонсон был назначен техническим директором клуба Национальной лиги «Уилдстон», продолжая при этом исполнять обязанности менеджера по развитию бизнеса в своем бывшем клубе «Уотфорд». Проработав два года в клубе, Джонсон в феврале 2021 года возглавил академию «Уотфорда». Три месяца спустя он был назначен директором академии клуба.